# ブース島
ブース島（ブースとう、Booth Island または Wandel Island）は南極半島西岸にあるYの字型をした長さ5マイルの島で、ヴィルヘルム諸島の一部。位置は、南緯65度8分、西経64度0分。
ダルマン率いるドイツの探検隊（1873年 - 1874年）によって発見された。名前はおそらく当時ハンブルク地理協会のメンバーであったOskar BoothとStanley Boothのどちらか、あるいは両方から名づけられたと思われる。アメリカ合衆国の南極地名諮問委員会は、ベルギーの南極探検隊（1897年 - 1899年）によって申請されたワンデル島という名前は退けた。
南極半島との間は狭いルメーア海峡で隔てられている。島の最高地点は980mのワンデル峰である。